# Com'è bello far l'amore (Patty Pravo)
Com'è bello far l'amore è un singolo della cantante italiana Patty Pravo, pubblicato nel 2012.

## Descrizione
Il brano fa parte della colonna sonora dell'omonimo film di Fausto Brizzi Com'è bello far l'amore, uscito nelle sale nello stesso anno. La canzone viene proposta due volte nella pellicola: la prima volta fa da sottofondo ad un momento particolarmente sentimentale del film, la seconda volta accompagna lo scorrimento dei titoli di coda.
Testi e musiche della ballad sono stati scritti dallo stesso Brizzi, da Bruno Zambrini e da Marco Adami.
La canzone ha ottenuto il Globo d'oro alla miglior musica nel 2012.